# Милилани Маука (Хаваји)
Милилани Маука (енгл. Mililani Mauka) насељено је место за статистичке потребе у америчкој савезној држави Хаваји. По попису становништва из 2010. у њему је живело 21.039 становника.

## Демографија
Према попису становништва из 2010. у граду је живело 21.039 становника.
| Група             | 2000.  | 2010.          |
| Белци             | . (.%) | 3.292 (15,6%)  |
| Афроамериканци    | . (.%) | 493 (2,3%)     |
| Азијати           | . (.%) | 10.587 (50,3%) |
| Хиспаноамериканци | . (.%) | 1.674 (8,0%)   |
| Укупно            | .      | 21.039         |